# سادكو

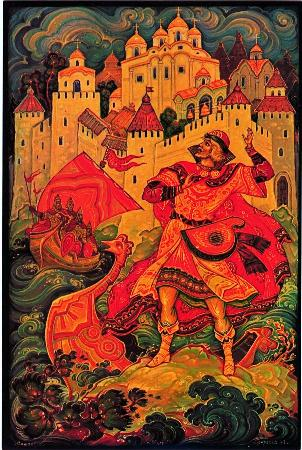
لوحة باليخ سادكو.

سادكو (الروسية: Садко) إحدى الشخصيات المهمة في الأساطير الروسية بالذات في مدينة نوفغورود وكان تاجرًا في القرن الثاني عشر وهو على الأغلب باني كنيسة القديس نيكولاس عام 1167.
تتكلم الحكايات الشعبية الروسية (بيلينا) عنه بالكثير من الأحداث الخيالية، حيث كان مغنيا جوالا فقيرا، وكان يعزف بحزن على ضفاف بحيرة إلمن، وأتاه ملك البحر، وقال: إن عزفه أعجبه وأنه سيكافئه، ثم ذهب بعدها إلى نوفغورود وعقد رهانا مع التجار الأغنياء بأن البحيرة بها سمك بحرافش ذهبية فأمسك ثلاث سمكات وكسب ثروات كبيرة من الرهان. وعندما أراد أن يكون ثريا كفاية ليملك كل ثروة نوفغورود ذهب في رحلة تجارية.
عندما كان في البحر أجبر على النزول لكي يرضي الملك الذي لم يدفع له جزيته، فاضطر أن يعزف على قيثارته بلا توقف لكن القديس نيكولاس أنقذه وأخبره عن وسيلة الهرب وعندما تمكن من هذا صعد للسطح ورأى سفينته تسبح عبر النهر ثم نفذ اتفاقه مع القديس نيكورس بأن بنى كنيسة على شرفه.